# Real Rieti Calcio a 5 2018-2019
La voce raccoglie i dati riguardanti il Real Rieti Calcio a 5, squadra di calcio a 5 militante in serie A, nelle competizioni ufficiali della stagione 2018-2019.

## Trasferimenti

### Sessione estiva
| Márcio Borges          | Imola Castello      |
| Chimanguinho           | Maritime            |
| Tiziano Chilelli       | Lazio               |
| Evandro Barros Pereira | Manfredonia         |
| Domenico Giannone      | Ciampino Anni Nuovi |
| Jefferson              | Luparense           |
| Kaká                   | Kaos                |
| Tuli                   | Kaos                |

| Betão              | svincolato         |
| Luiz Paulo Caetano | Virtus Aniene 3Z   |
| Douglas Corsini    | Città di Asti      |
| Mirko Lupinella    | Manfredonia        |
| Paulinho           | Leões              |
| Sergio Romano      | Feldi Eboli        |
| Angelo Schininà    | Sandro Abate       |
| Altre operazioni   |                    |
| Alessio Pirri      | Spes Poggio Fidoni |

### Sessione invernale
| Gonzalo Abdala  | Sandro Abate |
| Alemão          | Napoli       |
| Jeffe           | svincolato   |
| Giuseppe Micoli | Italservice  |
| Davide Putano   | Maritime     |

| Márcio Borges          | Cobà             |
| Tiziano Chilelli       | Virtus Aniene 3Z |
| Evandro Barros Pereira | Atesina          |
| Leandro Garcia Pereira | svincolato       |
| Domenico Giannone      | Italpol Roma     |
| Tuli                   | Feldi Eboli      |

## Organico

### Prima squadra
| N° | Naz.                                   | Ruolo | Sportivo               | Anno     |  |  |
| -- | -------------------------------------- | ----- | ---------------------- | -------- |  |  |
| 3  | Italia (bandiera)                      | LAT   | Matteo Esposito        | 20.09.94 |  |  |
| 6  | Marocco (bandiera)                     | LAT   | Tuli                   | 27.11.92 |  |  |
| 8  | Brasile (bandiera)                     | UNI   | Márcio Borges          | 26.08.90 |  |  |
| 8  | Brasile (bandiera)                     | DIF   | Jeffe                  | 26.04.81 |  |  |
| 9  | Italia (bandiera)                      | PIV   | Tiziano Chilelli       | 28.06.94 |  |  |
| 10 | Brasile (bandiera) · Italia (bandiera) | PIV   | Chimanguinho           | 08.03.86 |  |  |
| 11 | Brasile (bandiera)                     | LAT   | Joãozinho              | 11.01.87 |  |  |
| 14 | Brasile (bandiera) · Italia (bandiera) | PIV   | Kaká                   | 27.05.87 |  |  |
| 15 | Argentina (bandiera)                   | LAT   | Gonzalo Abdala         | 11.10.90 |  |  |
| 16 | Italia (bandiera)                      | POR   | Domenico Giannone      | 25.08.91 |  |  |
| 16 | Brasile (bandiera) · Spagna (bandiera) | UNI   | Alemão                 | 25.06.76 |  |  |
| 19 | Brasile (bandiera)                     | POR   | Evandro Barros Pereira | 25.03.96 |  |  |
| 20 | Brasile (bandiera) · Italia (bandiera) | POR   | Leandro Garcia Pereira | 01.06.88 |  |  |
| 21 | Brasile (bandiera) · Italia (bandiera) | LAT   | Douglas Nicolodi       | 09.06.88 |  |  |
| 22 | Italia (bandiera)                      | POR   | Giuseppe Micoli        | 20.02.92 |  |  |
| 23 | Brasile (bandiera)                     | LAT   | Jefferson              | 02.07.89 |  |  |
| 26 | Italia (bandiera)                      | POR   | Davide Putano          | 09.06.85 |  |  |
| 27 | Brasile (bandiera)                     | LAT   | Rafinha                | 01.01.93 |  |  |

### Under-19
| N° | Naz.              | Ruolo | Sportivo          | Anno     |  |  |
| -- | ----------------- | ----- | ----------------- | -------- |  |  |
| 5  | Italia (bandiera) | DIF   | Davide Stentella  | 12.10.99 |  |  |
| 7  | Italia (bandiera) | LAT   | Diego De Michelis | 12.09.99 |  |  |